# Nicolas Levallois
Pour les personnes ayant le même patronyme, voir Levallois.
Nicolas Eugène Levallois, né le 6 octobre 1816 à Paris et mort le 15 septembre 1879 à Levallois, est l'un des fondateurs de la ville de Levallois-Perret.

## Biographie
Fils d'un menuisier et d'une couturière parisiens, Nicolas Levallois naît rue du Faubourg-Saint-Honoré à Paris le 6 octobre 1816. Orphelin en 1829, il est pris en tant qu'apprenti menuisier par son oncle.
En 1841, il se marie et ouvre un débit de boisson et rencontre un ancien ami qui a acquis, auprès d'Étienne Noël, fils de l’ancien notaire de Napoléon Ier, une parcelle à la Vigne-aux-Prêtres, de l’autre côté des fortifications, à Clichy.
Supposant une bonne affaire, Nicolas Levallois acquiert une parcelle située à l’angle des anciens chemins de Courcelles (rue du Président-Wilson) et du Bois (rue Jean-Jaurès). En 1845, Étienne Noël décide de confier à Nicolas Levallois la gestion du lotissement et de la vente de ses propres terrains. Celui-ci découpe alors les grandes parcelles en petits lots et les vend principalement à des proches et devient membre du conseil municipal de Clichy en 1850.
Le « village Levallois » est créé moins d'un an après, qui sera reconnu par le conseil municipal de Clichy dont il dépend.
Le 1er janvier 1867, la commune de Levallois est formée de la réunion du territoire du Champ-Perret de Neuilly-sur-Seine et de la partie situé sur Clichy. Nicolas Levallois abandonne la vie politique locale et le conseil municipal de cette nouvelle commune s'oppose alors à l'ensemble de ses projets. Le 27 octobre 1870, le conseil municipal émet le vœu de prendre le nom de « Courcelles ».
Nicolas Levallois meurt le 15 septembre 1879 à Levallois et est enterré au cimetière de Levallois-Perret.